# Răzvan Nicolescu
Răzvan Nicolescu (ur. 20 marca 1978) – rumuński inżynier i urzędnik państwowy, w 2014 minister delegowany ds. energii.

## Życiorys
W latach 1996–2001 studiował na wydziale energetyki Uniwersytetu Politechnicznego w Bukareszcie. Kształcił się też na kursach z obronności i gazownictwa oraz na studiach typu MBA w Brukseli. Pracował w instytucie zajmującym się energetyką oraz ataszacie ds. energii w rumuńskim przedstawicielstwie przy Unii Europejskiej. Był członkiem rady doradczej w agencji Euratom i rumuńskim parlamencie. Od 2008 zasiadał w radzie dyrektorów koncernu Petrom. W 2010 został wiceprzewodniczącym rady dyrektorów Agencji ds. Współpracy Organów Regulacji Energetyki (ACER).
Od marca do grudnia 2014 był ministrem delegowanym ds. energii w trzecim rządzie Victora Ponty (z rekomendacji Partii Socjaldemokratycznej). Był następnie przewodniczącym rady dyrektorów ACER. W 2015 rozpoczął pracę jako partner w rumuńskim oddziale Deloitte. Został też wykładowcą na Akademii Studiów Ekonomicznych w Bukareszcie.